# Mother's Day (2010)
Mother's Day (Brasil: Dominados pelo Ódio ) é um filme de terror, produzido nos Estados Unidos em 2010, escrito por Scott Milam baseado na história de Charles Kaufman e Warren Leight e foi dirigido por Darren Lynn Bousman. É uma refilmagem do filme de 1980 dirigido por Charles Kaufman, Dia das Mães Macabro (Mother's Day).

## Sinopse
Três irmãos criminosos voltam para casa… apenas para descobrir que a mãe perdeu a casa por falta de pagamento. No momento que os novos proprietários fazem uma festa, em choque os irmãos invadem a casa tornando todos reféns. Com a chegada da mãe se torna óbvio que ela fará absolutamente tudo para proteger seu lar. Lados serão tomados, segredos serão revelados e os pecados punidos enquanto os reféns tentam sobreviver a pior noite de suas vidas.

## Elenco
- Rebecca De Mornay  ...  Natalie 'Mother' Koffin
- Jaime King ...  Beth Sohapi
- Patrick Flueger  ...  Izaak 'Ike' Koffin (como Patrick Flueger)
- Warren Kole  ...  Addley Koffin
- Deborah Ann Woll  ...  Lydia Koffin
- Briana Evigan  ...  Annette Langston
- Shawn Ashmore  ...  George Barnum
- Frank Grillo  ...  Daniel Sohapi
- Lisa Marcos  ...  Julie Ross
- Matt O'Leary  ...  Jonathan 'Johnny' Koffin
- Lyriq Bent  ...  Treshawn Jackson
- Tony Nappo  ...  Dave Lowe
- Kandyse McClure  ...  Gina Jackson
- Jessie Rusu  ...  Melissa McGuire
- Jason Wishnowski  ...  Charlie Kaufman